# Lorraine Nicholson
Lorraine Broussard Nicholson (Los Angeles, 16 aprile 1990) è un'attrice statunitense.

## Biografia
È figlia di Jack Nicholson e Rebecca Broussard. Nel gennaio 2007 è stata Miss Golden Globe nell'edizione dei Golden Globe 2007. 

## Filmografia
- Tutto può succedere - Something's Gotta Give (Something's Gotta Give), regia di Nancy Meyers (2003)
- Principe azzurro cercasi (The Princess Diaries 2: Royal Engagement), regia di Garry Marshall (2004)
- Cambia la tua vita con un click (Click), regia di Frank Coraci (2006)
- Fly Me to the Moon, regia di Ben Stassen (2008) - voce
- Il papà migliore del mondo (World's Greater Dad), regia di Bobcat Goldthwait (2009)
- Soul Surfer, regia di Sean McNamara (2011)
- The Cottage, regia di Chris Jaymes (2012)
- Hacker - Soldi facili (Hacker), regia di Aqan Sataev (2015)